# Ctenitis deflexa
Ctenitis deflexa är en träjonväxtart som först beskrevs av Georg Friedrich Kaulfuss, och fick sitt nu gällande namn av Edwin Bingham Copeland. Ctenitis deflexa ingår i släktet Ctenitis och familjen Dryopteridaceae. Inga underarter finns listade.